# چاپادائو دو سول
چاپادائو دو سول (به پرتغالی: Chapadão do Sul) یک منطقهٔ مسکونی در برزیل است که در ماتوگروسو جنوبی واقع شده‌است. چاپادائو دو سول ۳٬۸۵۱ کیلومتر مربع مساحت و ۲۵٬۸۶۵ نفر جمعیت دارد.